# شيغيميتسو إيهغاوا
شيگًميتسو إيهگَوا (باليابانية: 江川 重光) (31 يناير 1966 في يوكايتشي في اليابان – )؛ هو لاعب كرة قدم ياباني سابق كان يلعب كلاعب وسط.

## وصلات خارجية
- شيغيميتسو إيهغاوا على موقع الاتحاد الدولي (مؤرشف)  (الإنجليزية)
- شيغيميتسو إيهغاوا على موقع رابطة كرة القدم اليابانية للمحترفين (اليابانية)
- شيغيميتسو إيهغاوا على موقع عالم كرة القدم.نت (الإنجليزية)